# Erucastrum littoreum
Erucastrum littoreum är en korsblommig växtart som först beskrevs av Carlos Pau och Font Quer, och fick sitt nu gällande namn av René Charles Maire. Erucastrum littoreum ingår i släktet kålsenaper, och familjen korsblommiga växter.

## Underarter
Arten delas in i följande underarter:
- E. l. brachycarpum
- E. l. glabrum
- E. l. littoreum